# ソルバング (カリフォルニア州)
ソルバング（英: Solvang、[ˈsɒlvæŋ]; デンマーク語発音: [ˈsoːlʋɑŋˀ]; デンマーク語で「日射しをうける野原」）は、アメリカ合衆国カリフォルニア州サンタバーバラ郡の都市。人口は6,126人（2020年）。1985年5月1日に市として法人化された。
ソルバングの町は1911年に設立された。その大半はメキシコの土地払い下げ地である広さ約9,000エーカー (36 km2) のランチョ・サンカルロス・デ・ホナタであり、アメリカ合衆国中西部の冬を逃れてコロニーを設立するために、遙か西に旅してきたデンマーク人集団が設立した。市内にはデンマークの味を提供する多くのパン屋やレストランがある。建築物のファサードや外観は伝統的なデンマーク・スタイルで造られている。コペンハーゲンの人魚姫の像の複製もあり、また著名童話作家ハンス・クリスチャン・アンデルセンの胸像もある。1991年、町の中心にはコペンハーゲンのラウンドタワーの3分の1縮尺モデルが建てられた。
スペインが建設したカリフォルニア・ミッション（アメリカ合衆国国定歴史建造物）の1つ、サンタイネス伝道所が町の中心近く、州道246号線とアリサル道路交差点にある。

## 地理と気候
ソルバングは北緯34度35分38秒 西経120度8分23秒 / 北緯34.59389度 西経120.13972度に位置する。標高は505フィート (154 m) である。サンタイネス・バレーの中にあり、サンタバーバラ市の北西約46マイル (74 km) 、太平洋岸の北約15マイル (24 km) にある。アメリカ合衆国国勢調査局に拠れば、市域全面積は2.426平方マイル (6.284 km2)、このうち陸地は2.425平方マイル (6.281 km2)、水域は0.001平方マイル (0.003 km2)で水域率は0.05％である
年間を通して日照時間が長く、晴れて温かい日中と涼しい夜がある。平均気温は54°F (12 ℃)から76°F (24 ℃)で変化し、最高気温は80°F (27 ℃)台後半、最低気温は40°F (4 ℃)台である。1964年から2010年の平均年間降水量は19.31インチ (490 mm) だった。

## 歴史

### 町の始まり

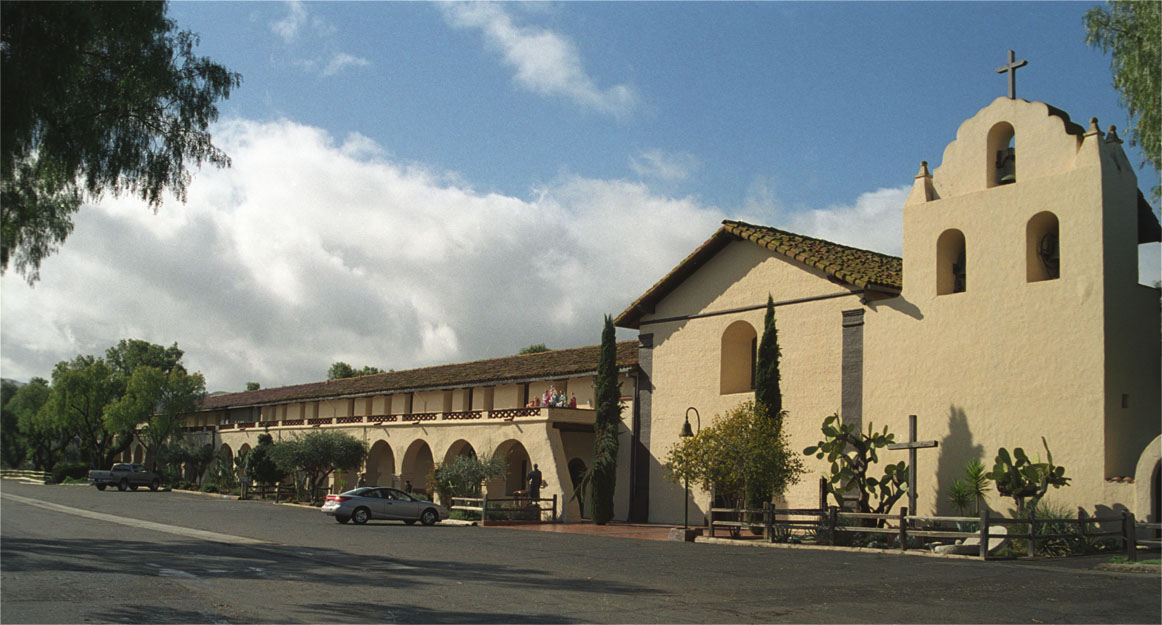
市内にあるサンタイネス伝道所

現在ソルバングのあるサンタイネス・バレーには、元々チュマシュ族インディアンが住んでおり、1776年のアンサ遠征の従軍牧師ペドロ・フォント神父が先住民であり勤勉な民族だと確認した。優れた天文学知識を持っており、優秀な漁師かつ猟師だった。19世紀初めに入ってきたスペイン人伝道師団はチュマシュ族をスペインの生活様式に順応させ、伝道所群、特に1804年にソルバングの中心に設立されたサンタイネス伝道所に仕えさせた。サンタイネスはサンタバーバラ伝道所とロンポークのラプリシマ・コンセプションの中間にあり、土地はランチョ・サンカルロス・デ・ホナタと呼ばれていた。一時期この伝道所は神学校だったが、間もなく衰退を始めた。しかし1884年にドナヒュー家によって修復され、1904年にはアレクサンダー・バックラー神父によって改修された。

### デンマーク人開拓者
1850年から1930年に、かなりの数のデンマーク人が経済的な将来性の少ないデンマークを離れた。ある推計に拠れば、この期間にデンマーク人の10人に1人が、ほとんどアメリカ合衆国に移住した。デンマーク人開拓者にとって最も人気のあった目的地は、ユタ州、イリノイ州、ミネソタ州、アイオワ州、ネブラスカ州、サウスダコタ州だった。新しい町の多くで、影響力あるデンマーク人哲学者、聖歌作者、ルーテル教会牧師であるN・F・S・グルントヴィの考え方に従い、教会や学校が設立された。特にいわゆる民族学校で、自由、詩、訓練された創造性に基づく教育への新しい方法が導入された。民族学校はアイオワ州エルクホーン（1878年-1899年）、ミシガン州グラント（1882年-1888年）、ネブラスカ州ナイステッド（1887年-1934年）、ミネソタ州タイラー（1888年-1935年）、ノースダコタ州ケンメア（1908年-1916年）で設立され、最後がソルバング（1911年-1931年）だった。
宗教と教育についてデンマークの方法を最も熱心に提唱した一人が、1873年にオーフス近くのブラーブランで生まれたベネディクト・ノルデントフトだった。1898年に神学校を卒業した後、直ぐにアメリカ合衆国に行くよう誘われ、アメリカではミシガン州、オハイオ州、ニュージャージー州、ニューヨーク州、コネチカット州、マサチューセッツ州、およびメイン州のデンマーク系ルーテル教会の間の関係調整を始めた。1901年にはオーフス大聖堂で叙任されるためにデンマークに戻った。アメリカに戻ると、アイオワ州デモインの民族高校グランドビュー・カレッジで講師としての仕事を続けた。このカレッジはデンマーク・ルーテル教会が設立したものでもあった。1903年には学長に指名され、1910年にグルントヴィ派の仲間と意見が合わず、辞任させられるまで続けた。
ノルデントフトは1906年から、アイオワ州キンボールトンの牧師ジェンス・M・グレガーセン、およびグランドビューの説教師ペダー・P・ホルンシルトと共に、西海岸でルーテル教会と学校に献げられる新しいデンマーク人コロニーを創設する可能性を議論していた。1910年、他のデンマーク系アメリカ人達と共に、サンフランシスコでデンマーク系アメリカ人コロニー・カンパニーを創設した。その年後半、サンタバーバラの北西、サンタイネス・バレーで適当な土地が見つかった。1911年1月23日、契約が成立してソルバングが設立された。デンマーク人はメキシコの土地払い下げ地である広さ約9,000エーカー (36 km2) のランチョ・サンカルロス・デ・ホナタを、平均単価40ドル/エーカーで購入した。
マッズ・フレスと共に初期に入植した者達の中には、ソファス・オルセン夫妻、ハンス・スキット、ジョン・ピーターセン、ジョン・アーレンキルドがいた。スキットはソルバング初期の建物の多くを建設した大工として重要な役割を果たした。最初に建設されたのは伝道所に隣接したホテルであり、入植者を収容できるようにされた。グレガーセンがデンマーク系アメリカ人コロニー・カンパニーの社長となり、1911年11月15日に生徒21人で開校した学校では、ノルデントフト校長、ホルンシルトが教師に指名された。

### 拡張

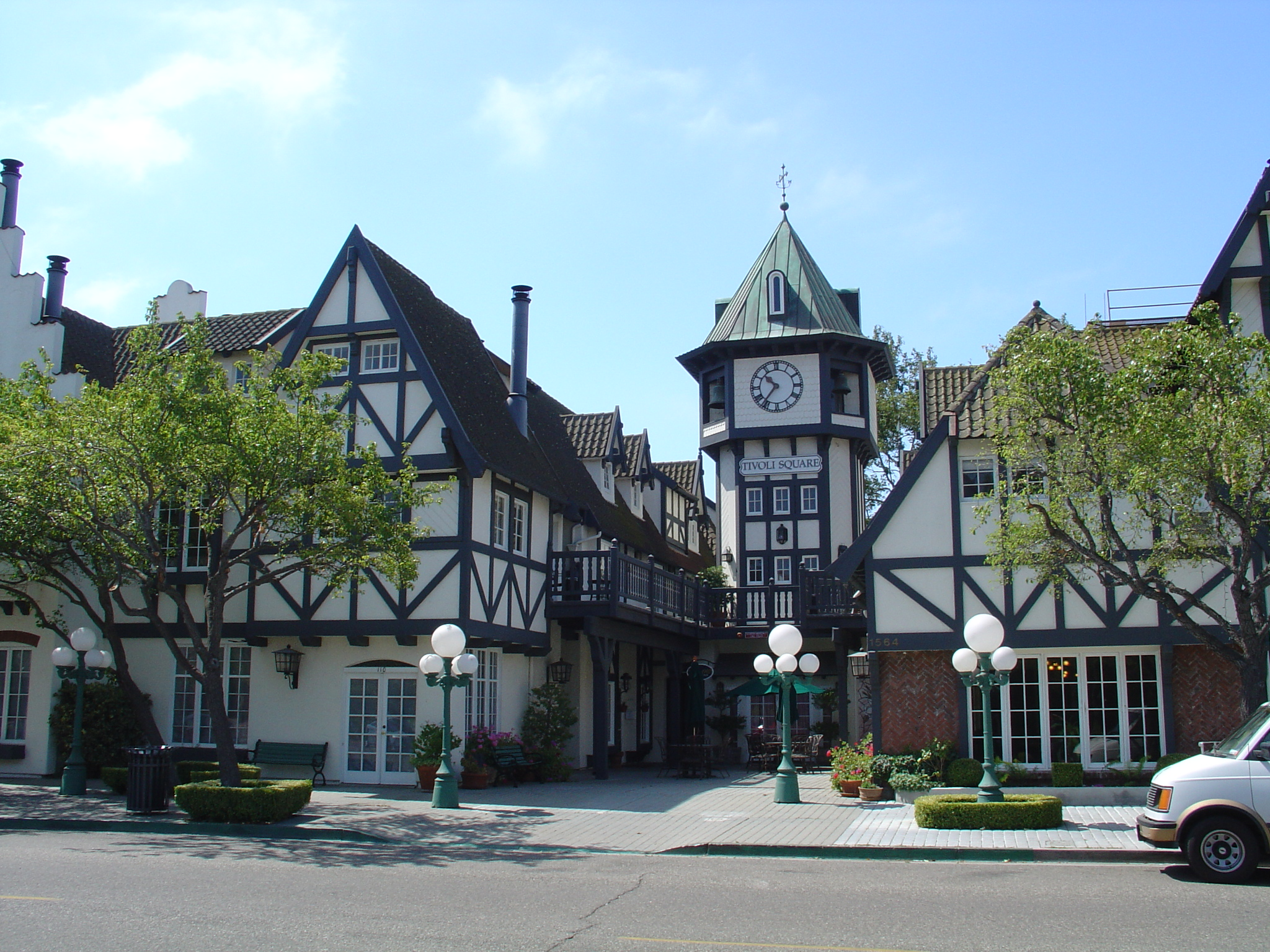
ティボリ広場

1912年末、もはや土地がほとんど売れなったときに、会社の収入は大きく減少した。株主達はグレガーセンを説得してソルバングの牧師の職を辞めさせ、アイオワ州やネブラスカ州に行って、新しいコロニーで土地を買うデンマーク人移民を説得してくるようにさせた。グレガーセンはそこそこの成功を収め、コロニーからその後の脅威を取り去った。グレガーセンが出発した後、ノルデントフトが牧師になった。それから間もなく、町には店舗、銀行、材木置き場、散髪屋ができ、ホルンシルトを局長として郵便局もできた。野原しかなかった所に小さな町が出現した。

### 民族高校
ノルデントフトはソルバングの小さな民族学校に満足していなかった。より大きな教育機関の必要性についてグレガーセンとホルンシルトを説得できなかったときに、より大きくよりましな学校のための資金集めを始めた。翌1914年8月、新しく印象的な建物の棟上げ式が行われ、14世紀にデンマーク王国を確固たるものにしたヴァルデマー・アッテルダークに因んでアッテルダーク・カレッジと名付けた。式に来た者達を驚かせたのは、その建物がグランドビュー・カレッジとよく似ていることだった。村を見下ろす岡の上に建った、新しいカレッジすなわち民族高校は、デンマーク語を話す10代後半の生徒達に、講義、歌唱、運動、フォークダンスおよび友情を強調して、如何に意味のある人生を送るかを教えるように考えられていた。第一次世界大戦でデンマーク人移民がアメリカに渡る機会が閉ざされて難しい時代となり、学校教育を求める若者の数が減ることになった。ノルデントフトはアメリカにおけるその大望を果たしたと考え、1921年にカレッジをソルバング・ルーテル教会に5,000ドルで売却し、妻や家族と共にデンマークに帰った。アッテルダーク・カレッジは、民族学校、地域社会の集会所、芸能の公演場所、体育館、サマースクール、寄宿舎として使われ続けたが、1970年に解体され、ソルバング・ルーテル・ホームが造られることになった。

### デンマーク教会

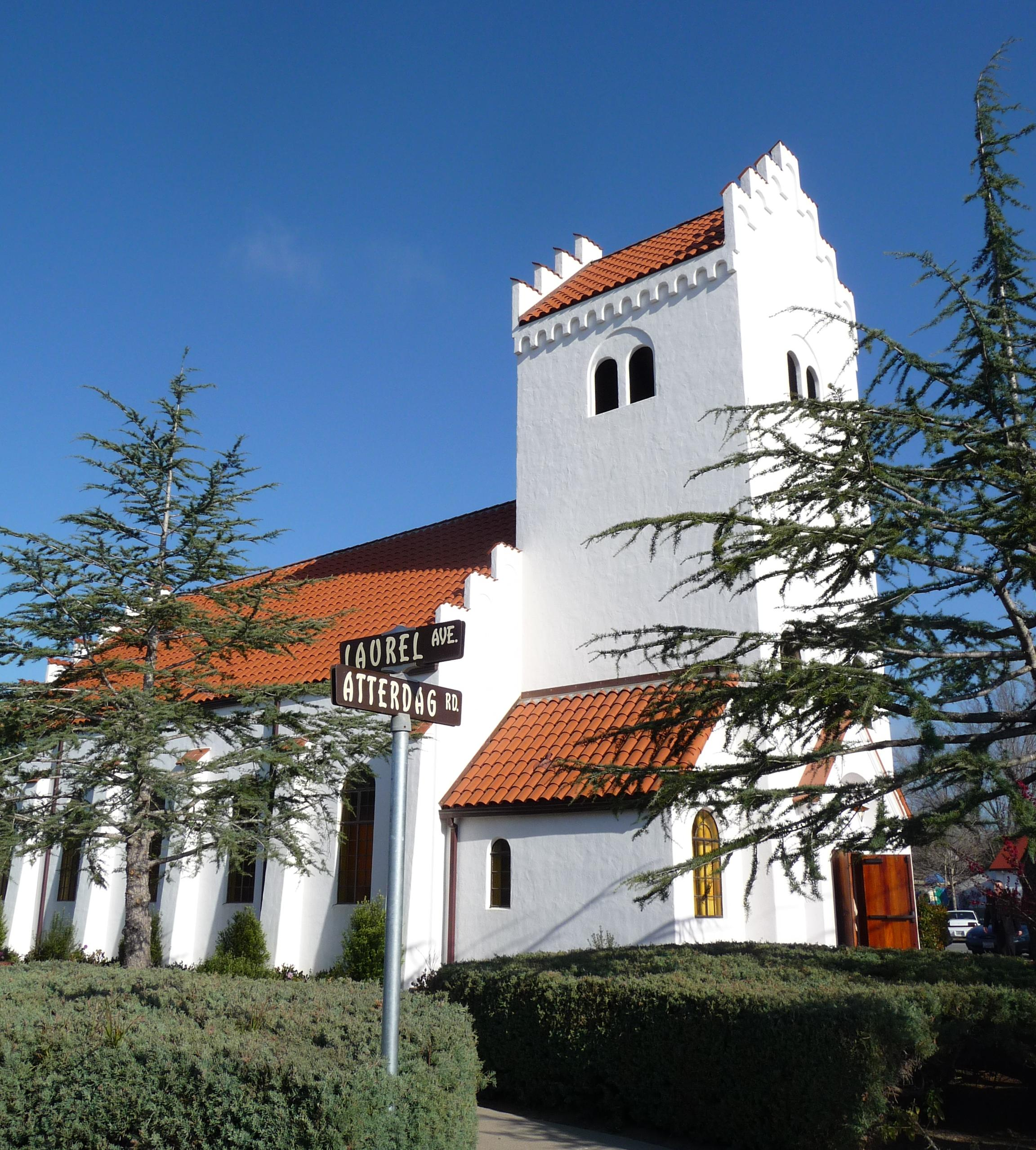
ベタニア・ルーテル教会、1928年建設

ベタニア福音派ルーテル教会は1912年にデンマーク人開拓者が始めた。教会の礼拝は長い間学校の建物で行われていたが、1928年、ハンス・スキットとその仲間達が新しい教会を建設した。壁の厚み1フィート (30 cm) と鉄筋コンクリートでしっかりと造られたその建物は、ゴシック様式のデンマーク教会の写真を基にしており、14世紀に建設されあるいはそれを模したデンマーク田園部にある数多い教会の1つに似ていた。その内部では祭壇、説教檀、内陣手摺りに手彫りの木工品が使われていた。礼拝は主にデンマーク語で行われていたが、毎年12月23日にあるデンマークのクリスマス礼拝は別として、その他全ては英語で行われるようになっている。

### デンマーク様式建築

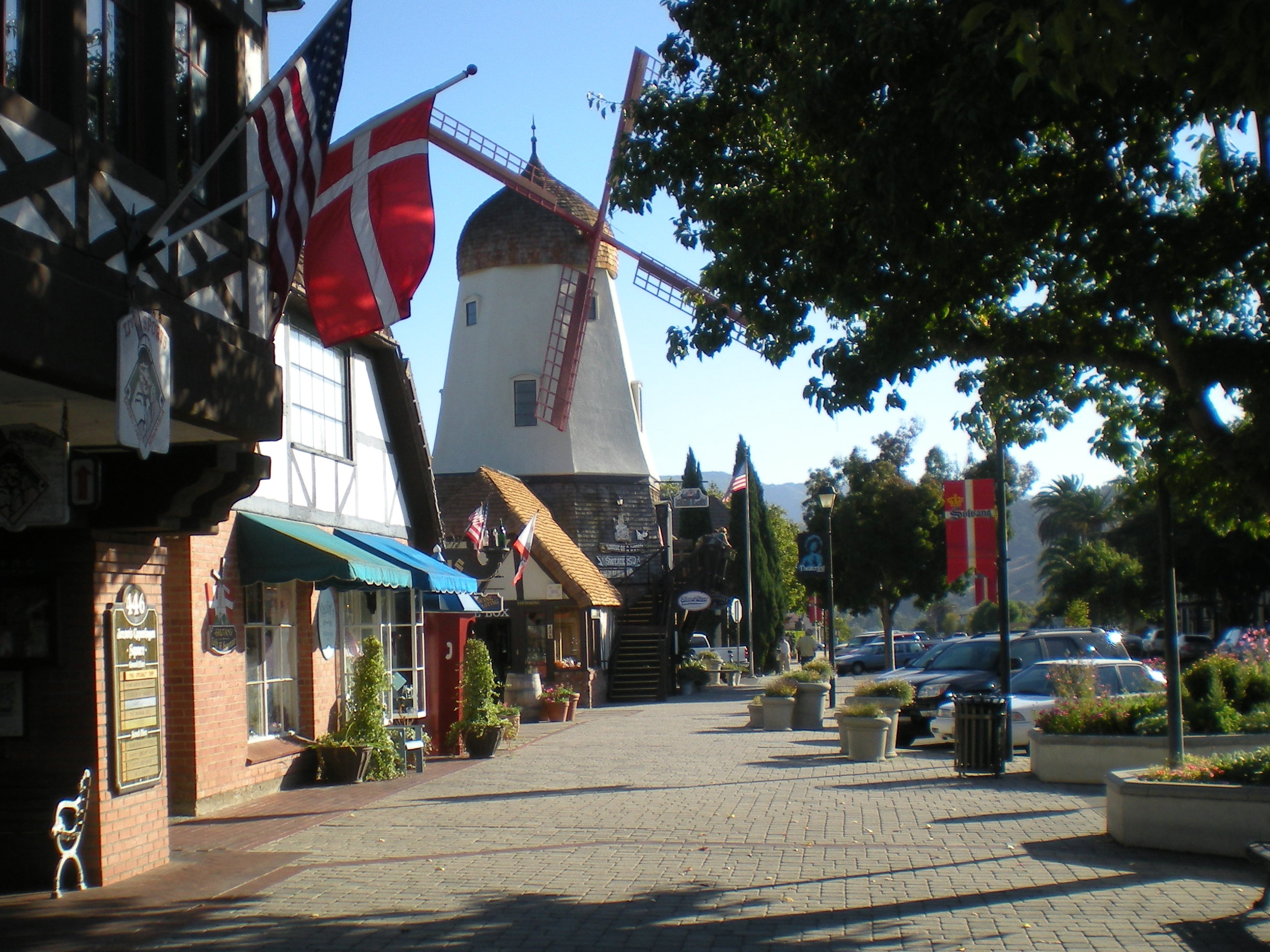
デンマークを想起させる風車

当初、ソルバングの建物の大半は他の地域でも見られる様式で建設された。ルーテル教会が初めてデンマーク建築に基づいて建てられたものとなり、現在もデンマークのものと密接な関係がある。しかし第二次世界大戦後、「デンマーク村」という概念について興味が膨らんだ。デンマーク田園部様式と呼ばれるもののパイオニアは、疑いもなくフェルディナンド・ソーレンセンであり、ネブラスカ州の出身だった。1940年代半ば、ソーレンセンはデンマーク旅行からソルバングに帰ってきた後、そのデンマーク様式の家屋であるメレバッケンをまず完成させ、続いて村に建つ4つの風車の最初のものの建設に取りかかった。その少し後に、地元建築家のアール・ピーターセンが、古い建物にいわゆる「デンマーク田園部」様式のファサードを付けて、外観を新しくした。デンマーク田園部家屋のハーフティンバード建築（木の骨組みの間にしっくいなどの壁を施したもの）の建物が急増し、新しい観光名所になった。町の中心に「正真正銘」デンマークの雰囲気を創り出すために多くのことがなされたが、スカンディナヴィア人からは、偽物のわらぶき屋根や人工的木組みが、デンマーク移民そのものよりも地元の全体的な興味の結果によるところが大きいと指摘された。古い建物は元々デンマーク的なものが無かったとしても、デンマーク風に見えるように改装された。

## 観光業

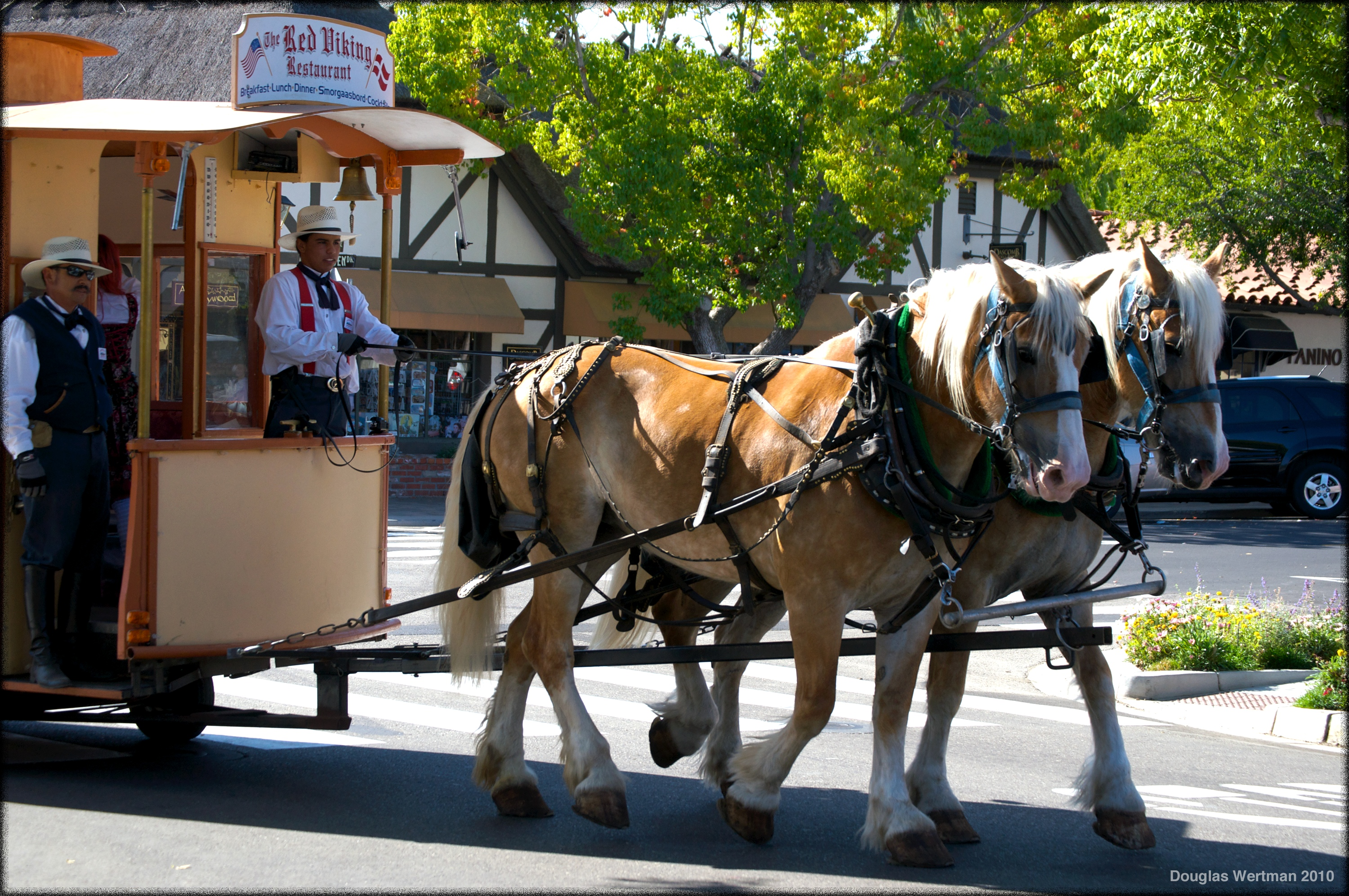
ヘネンあるいはヘンと呼ばれる観光用馬車

特徴あるハーフティンバード建築のお陰もあって、ソルバングはカリフォルニア州でも大きな観光地となり、年間100万人以上の観光客が訪れている。1939年にデンマークのフレゼリク王子がソルバングを訪れたことで、観光客の目を引くようになった。しかし、1947年に「サタデイ・イブニング・ポスト」に特集記事が掲載されたことで、大勢の観光客が訪れるようになった。特に今日の観光客は、デンマーク風風車、ハンス・クリスチャン・アンデルセンと人魚姫の銅像、ハーフティンバード家屋、デンマーク田園風教会、ラウンドタワーに興味を持ち、またデンマークの音楽や民族ダンスを楽しんでいる。さらにレストランや菓子屋がデンマーク風の料理や菓子を提供している。19世紀デンマークの馬車「ヘネン」の複製でソルバング中心街の観光ツアーに行くこともできる。2004年の映画『サイドウェイ』が周辺のサンタイネス・バレーを舞台にしていたこともあり、ソルバングのワイン関連産業がもてはやされ、中心街にワイン愛好家を惹き付けている。

### デンマークの日

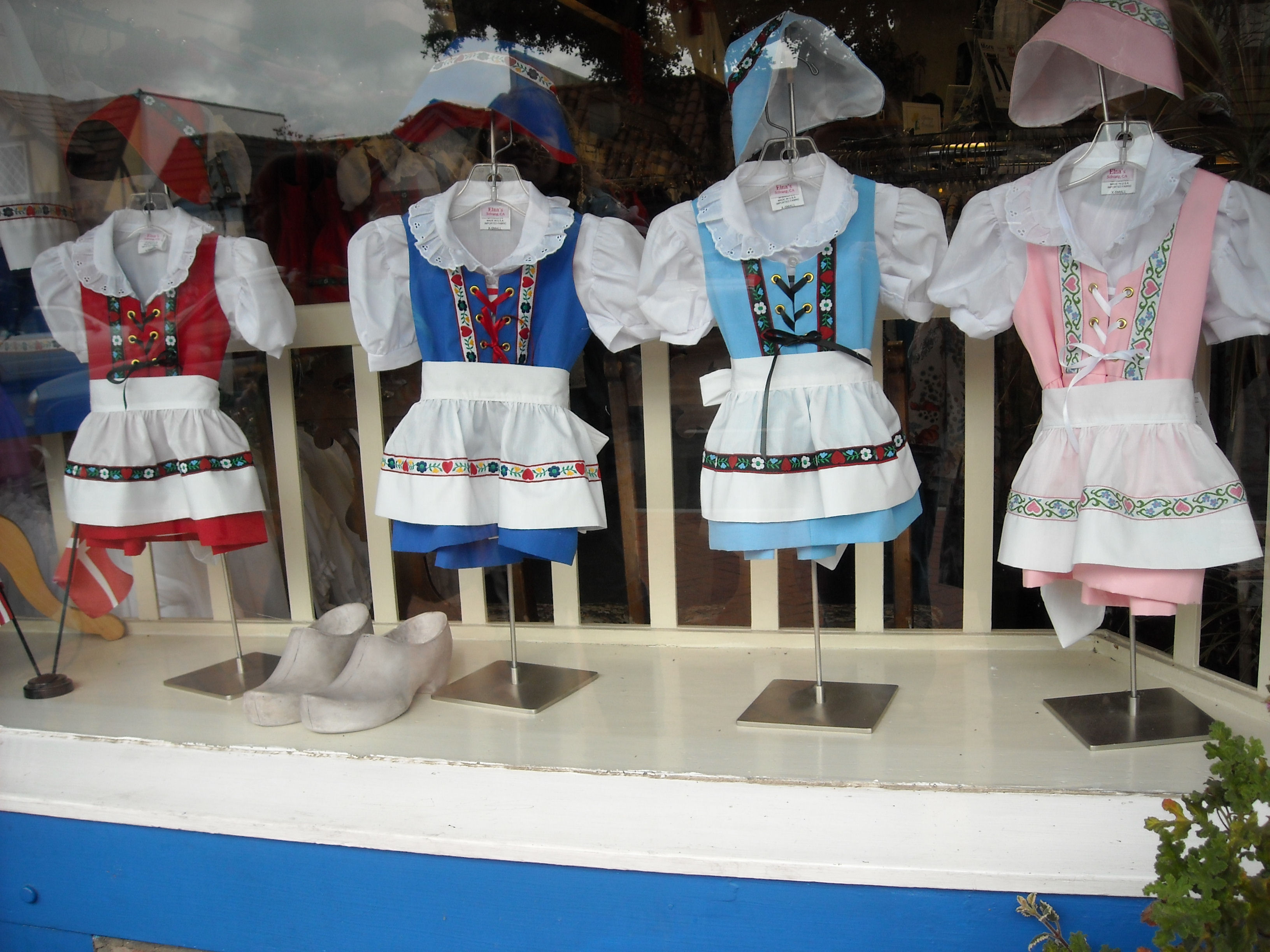
ソルバングで売られているデンマーク衣装の模倣品

1936年から毎年ソルバングではデンマーク民族の伝統を祝う「デンマークの日」を開催している。通常は9月第3週の週末に開催されている。「デンマークのメイド」が先頭を切り、エイブルールスキューワ大食い競技会、音楽、ダンスがあり、山車、行進集団、マーチングバンド、フォークダンス、歌手を使った中心街の行進がある。日曜朝のデンマークの日朝食は、デンマーク由来の香辛料を使ったポークソーセージの料理であるメディスタポルスとエイブルールスキューワである。

### フェスティバル・シアター
見どころの1つに700席屋外のフェスティバル・シアターがあり、1971年に町の公園で『ハムレット』の間に合わせ公演が成功した後の1974年に建設された。地元経済界からの強い支持もあり、ドノバン・マーレイ（太平洋芸能学校の支配人）とアール・ピーターセン（地元建築家）がこの劇場を記録的な早さで完成させた。最近の公演では『ウエスト・サイド物語』、『レ・ミゼラブル』などがある。劇場の外観はデンマーク様式とエリザベス朝様式の混交である。

### 王族の訪問
1939年4月7日、デンマークのフレゼリク王太子（のちのフレゼリク9世）とイングリッド妃がソルバングを訪問した。当時の住人400人の大多数がデンマーク移民だった。王太子夫妻はアッターダク・カレッジの敷地をドライブし、ベタニア教会のグッドフライデイ礼拝に出席した。王太子はその接待について「我々父なる国の新しい環境で我々の伝統を見出すことは、それを我々がさらに愛するようにさせるしかないものである。この記念すべき日を始めてから日光の中に浸っており、この美しいカリフォルニアで少しばかりデンマークの世界に駆り立てられた」と好意的に話した。
1960年6月5日、デンマーク王女マルグレーテが訪問し、パラシオ・デル・リオでのレセプション、ベタニア教会での昼食、中心街のツアーが行われた。王女は1976年5月23日にデンマーク女王マルグレーテ2世として、その夫君ヘンリクと共に再度ソルバングを訪れた。パリッシュ・ホールでの正式な昼食会の後、ベタニア教会とルーテル教会ホームを訪れ、コペンハーゲン通りの住民を祝福した。それから間もなく女王は、アメリカ合衆国とデンマークの結びつきを強化した功績で、ソルバングの開発者フェルディナンド・ソーレンセンにデンマーク勲章を与えた。

### 設立100周年
ソルバングは2011年に設立100周年を祝った。この関連で最初の行事は駐米デンマーク大使フリス・アルン・ピーターセンが2010年7月11日に訪問したことだった。ピーターセンは中心街を歩き、伝道所を訪問した。市長のジム・リチャードソンがエルバーホイ博物館での私的なレセプションに大使を招待した。「私は彼に町の、特にデンマーク地域社会の人々を見ていただきたかった」と説明していた。
100周年のプログラムは2011年1月7日の公式出発式で始まった。その計画にはクリスマスや新年の祝いも含まれ、12月3日土曜日に提案されているジュールフェスト・パレードもあった。ハイライトの中には5月20日金曜日に行われたツアー・オブ・カリフォルニアのタイムトライアルや、9月16日から18日の週末のデンマークの日にアールボルク警察バンドが訪れたことがあった。デンマーク王配ヘンリクが6月11日に訪れたが、偶々その日はヘンリクの77歳の誕生日だった。このときはデンマーク大使ピーター・タクソー＝ジェンセンと、ワシントンのデンマーク大使館で文化参事官を務めるトーステン・ジャンセンも同行した。ヘンリクはソルバングの100周年プラザでデンマーク王室のモノグラムを描いた煉瓦2個を除幕した。アメリカ合衆国とデンマークの関係について「尊敬と共通の価値や理想に基づいており」、それは「その先祖の国を忘れずに新しい家庭を築いた」個々人によって固められたと語った。

### 付近の観光地
チュマシュ族カジノ・リゾートが、ソルバングの東約5マイル (8 km)、サンタイネスに近いサンタイネス・インディアン居留地にある。現在の形態では2003年8月に開設され、床面積94,000平方フィート (8,730 m2) のゲーム場に、スロットマシーンやテーブルゲームが置かれている。106室のホテル・アンド・スパは2004年7月にオープンした。2006年、カジノには年間2,894,561 人、ホテルには34,049 人が訪れた。そのほとんど全てが南カリフォルニアの住人である。チュマシュ族サンタイネス・バンドは、このカジノに1日6,000人の客が来ていると言っている。
ノホキ滝がソルバングの南西7マイル (11 km)、アリサル道路沿いのノホキ滝郡立公園にある。

### サイクリング
ソルバングは自転車乗りに人気のある場所であり、ツアー・オブ・カリフォルニアの開催場所となってきた。周辺の田園部や変化に富む地形が、訓練のために有益な様々な条件を提供している。アマチュアのイベントは年2回ある。3月のソルバング・センチュリーと11月のソルバング・プレリュードである。

## 博物館
市内にはデンマーク文化に特化した博物館2つと、年代物自動車を展示する博物館が1つある。
エルバーホイ博物館は画家のビゴー・ブラント＝エリクセンの住居だったものを使っており、ソルバングのデンマークから引き継いだ遺産と、デンマーク系アメリカ人の開拓者精神の保存に特化している。1950年に完成した建物は、18世紀ユトランド半島北部の農家をイメージしたものである。大がかりな改修が施され、1988年5月に公開された。庭園にある小屋には1920年代のソルバングの町を表す縮尺ジオラマが展示されている。2011年1月から4月、「ソルバングの精神」と題する展示を行い、住民ポール・ロアークが解像度を上げた村の白黒写真を展示した。
ハンス・クリスチャン・アンデルセン博物館はブック・ロフトの上にあり、アンデルセンの人生や作品に特化している。アンデルセンの子供時代の家や、『エンドウ豆の上に寝たお姫さま』の模型が展示されている。アンデルセンの挿絵入り初版本などその作品の多くも収蔵している。
年代物自動車博物館はモトクロスやロードレースのドライバーだったバージル・エリングスの個人収集品にあった自動車を展示している。レース用オートバイが多いが、1910年から現在まで幅広い収集品である。

## 交通
カリフォルニア州道246号線が市内ではミッション・ドライブとなり、その西ではビューエルトンとアメリカ国道101号線に、東ではサンタイネスと州道154号線に繋いでいる。
ソルバングを訪れる観光客の大半は自動車で来るが、鉄道でサンタバーバラに来る人には便数が少ないもののバスが接続している。ソルバングとサンタバーバラを接続していたバレー・イクスプレスのバス便が2011年8月に廃止された。現在はクリーンエアー・イクスプレスのバスがソルバングとビューエルトンからゴリータさらにサンタバーバラを結んでいる。
近くにあるサンタイネス空港は民間航空機が利用している。

## 人口動態

### 2010年国勢調査
以下は2010年の国勢調査による人口統計データである。
| 基礎データ - 人口: 5,245人 - 世帯数: 2,173 世帯 - 家族数: 1,385 家族 - 人口密度: 834.6人/km2（2,161.6人/mi2） - 住居数: 2,485 軒 - 住居密度: 395.4軒/km2（1,024.1軒/mi2） - 持ち家: 57.8% - 借家: 42.2% - 持ち家空き家率: 3.8% - 貸し室空室率: 6.9% 人種別人口構成 - 白人: 82.5% - アフリカン・アメリカン: 0.7% - ネイティブ・アメリカン: 1.1% - アジア人: 1.4% - 太平洋諸島系: 0.0% - その他の人種: 11.6% - 混血: 2.6% - ヒスパニック・ラテン系: 29.2% | 年齢別人口構成 - 18歳未満: 20.9% - 18-24歳: 7.3% - 25-44歳: 21.8% - 45-64歳: 29.2% - 65歳以上: 20.9% - 年齢の中央値: 45歳 - 性比（女性100人あたり男性の人口） - 総人口: 93.0 - 18歳以上: 90.7 世帯と家族（対世帯数） - 18歳未満の子供がいる: 28.1% - 結婚・同居している夫婦: 49.7% - 未婚・離婚・死別女性が世帯主: 8.4% - 単身世帯: 13.9% - 65歳以上の老人1人暮らし: 6.4% - 平均構成人数 - 世帯: 2.39人 - 家族: 2.97人 |

### 2000年国勢調査
以下は2000年の国勢調査による人口統計データである。
| 基礎データ - 人口: 5,332 人 - 世帯数: 2,185 世帯 - 家族数: 1,415 家族 - 人口密度: 826.8人/km2（2,143.3人/mi2） - 住居数: 2,288 軒 - 住居密度: 354.8/軒/km2（919.7軒/mi2） 人種別人口構成 - 白人: 88.24% - アフリカン・アメリカン: 0.43% - ネイティブ・アメリカン: 0.66% - アジア人: 1.05% - 太平洋諸島系: 0.04% - その他の人種: 5.51% - 混血: 4.07% - ヒスパニック・ラテン系: 19.86% | 年齢別人口構成 - 18歳未満: 21.9% - 18-24歳: 5.5% - 25-44歳: 25.2% - 45-64歳: 24.4% - 65歳以上: 22.9% - 年齢の中央値: 43歳 - 性比（女性100人あたり男性の人口） - 総人口: 89.8 - 18歳以上: 86.2 世帯と家族（対世帯数） - 18歳未満の子供がいる: 26.8% - 結婚・同居している夫婦: 53.2% - 未婚・離婚・死別女性が世帯主: 8.1% - 非家族世帯: 35.2% - 単身世帯: 30.2% - 65歳以上の老人1人暮らし: 14.1% - 平均構成人数 - 世帯: 2.37人 - 家族: 2.96人 | 収入と家計 - 収入の中央値 - 世帯: 45,799米ドル - 家族: 57,703米ドル - 性別 - 男性: 41,429米ドル - 女性: 30,175米ドル - 人口1人あたり収入: 25,363米ドル - 貧困線以下 - 対人口: 6.7% - 対家族数: 2.7% - 18歳未満: 4.5% - 65歳以上: 5.9% |

## 主要雇用主
ソルバング市の2009年包括的財務報告書に拠れば、郡内の主要雇用主は次の通りである。
| 順位 | 雇用主                             | 従業員数 |
| ---- | ---------------------------------- | -------- |
| 1    | アリサル・ゲスト牧場とリゾート     | 280      |
| 2    | ソルバング・ルーテル教会ホーム     | 125      |
| 3    | サンタイネス・バレー・コテージ病院 | 85       |
| 4    | ルート246                          | 105      |
| 5    | ニールセンズ・マーケット           | 65       |
| 6    | ニューフロンティアーズ・マーケット | 60       |
| 7    | ホテル・コーク                     | 54       |
| 8    | ソルバング教育学区                 | 54       |
| 9    | ソルバング市                       | 35       |
| 10   | ワールドマーク・バイ・ウィンダム   | 30       |

## 公衆安全
サンタバーバラ郡保安官部がソルバングに支署を置いている。ソルバング自警消防団は2007年4月に解体され、サンタバーバラ郡消防部との契約になった。

## 大衆文化の中で
- 2004年にアカデミー賞を受賞した『サイドウェイ』の多くはソルバングと近くのビューエルトンで撮影された[48]
- 映画監督アルフレッド・ヒッチコックの一人っ子パトリシア・ヒッチコックが現在ソルバングに住んでいる
- ウィリアム・キャッスル監督の1961年の映画『Homicidal』で使われた場所2か所の1つがソルバングである。撮影された薬局と花屋はあまり変わっていないまま現在もある.
- ロナルド・レーガン大統領の牧場であるランチョ・デル・シエロは、レーガン2期の政権で「西のホワイトハウス」として使われたものであり、ソルバングから約6マイル (10 km) に位置している
- 漫画『ザ・シンプソンズ』のエピソード "Little Orphan Millie" で、ミルハウスにはノーバート・"ザック"・ヴァン・ホーテンというソルバングから来た叔父さんがいることが明かされる。バートはソルバングの電話交換手と話をし、胴体が町の建物に似ている「ソルバング・エアー」の木製飛行機がスプリングフィールド空港に着陸しているのが見られる。ザック叔父さんのデンマーク人の血を引いた誇りも、町を設立したデンマーク人の歴史を反映している。
- スカ・パンク・バンドのマッド・キャディーズはソルバングを故郷と呼んでいる
- テレビアニメの『アメリカン・ダッド』第4巻第2話で、ロジャーはソルバングでチョコレートを買ったと言っている
- ブラボーのテレビ番組『Kathy Griffin: My Life on the D-List』第3シーズンで、ソルバングの町が登場する
- アニメ『Pinky and the Brain』のエピソードで、ブレインはソルバングで練習を行うバスケットボールチームを結成する
- ツアー・オブ・カリフォルニアではこれまで4回ソルバングでタイムトライアルを行ってきた[49]
- テレビドラマ『The Girls Next Door』第5シーズン「ハッピーバースデイ、アナスタシア」のエピソードで、少女達とゲストがソルバング訪問を含むドライブを行う。初回放送日は2009年1月4日である
- ディズニー・チャンネル のオリジナルシリーズ『天才学級アント・ファーム』第1シーズンのエピソード「America Needs TalANT」では、主人公がソルバングで立ち往生する。初回放送日は2011年11月25日である
- テレビ番組『Psych』第3シーズンのエピソード「クリスマスの喜び」では、ソルバングのデンマーク村が犯罪シーンで登場し、ソルバング・サンタの村と紹介される
- トラベル・チャンネルの番組『Stranded with Cash Peters』のエピソードにソルバングが登場する
- ブルックリン・ドジャースの外野手で、1947年のワールドシリーズのヒーロー、アル・ジオンフリッドは、ソルバングに住み、死んだ
- ディーン・クーンツの小説『Watchers』で、主人公トラビスとノラはデンマーク村の町でデートする
- 1966年9月18日放送のTBS『兼高かおる世界の旅』第320回「アメリカの異国」の中でソルバングを訪問し、この地が観光地となっていることやロケ地として人気があることを紹介している（たまたま撮影隊が遭遇したテレビコマーシャルの撮影風景も映している）。この時、フェルディナンド・ソーレンセンと面会しており、自宅と農場を訪問している

## 姉妹都市
- デンマーク 、オールボー、1971年から[50]

## ギャラリー

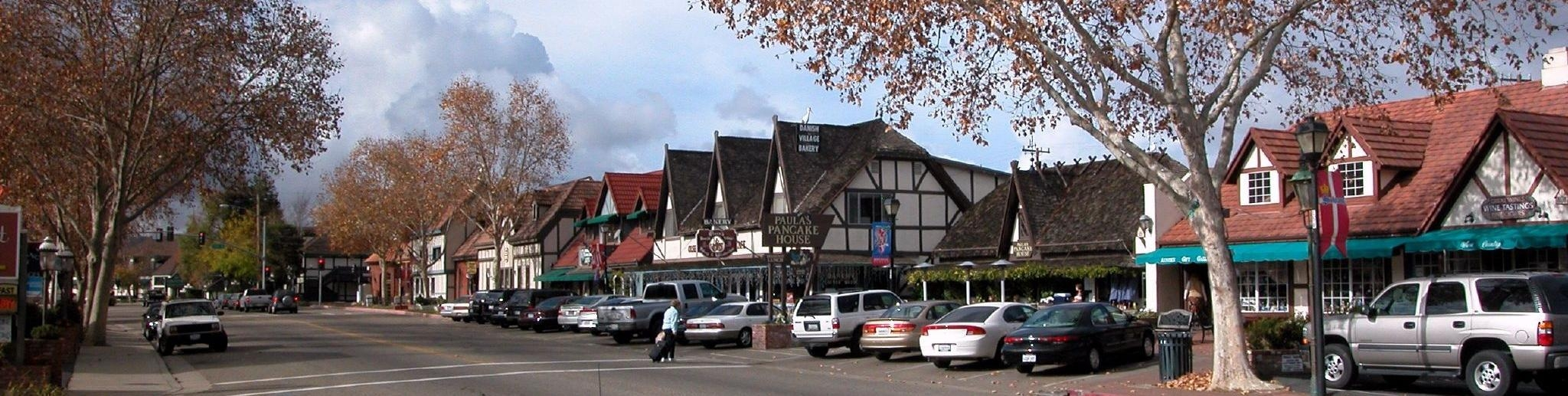
ソルバングの通り

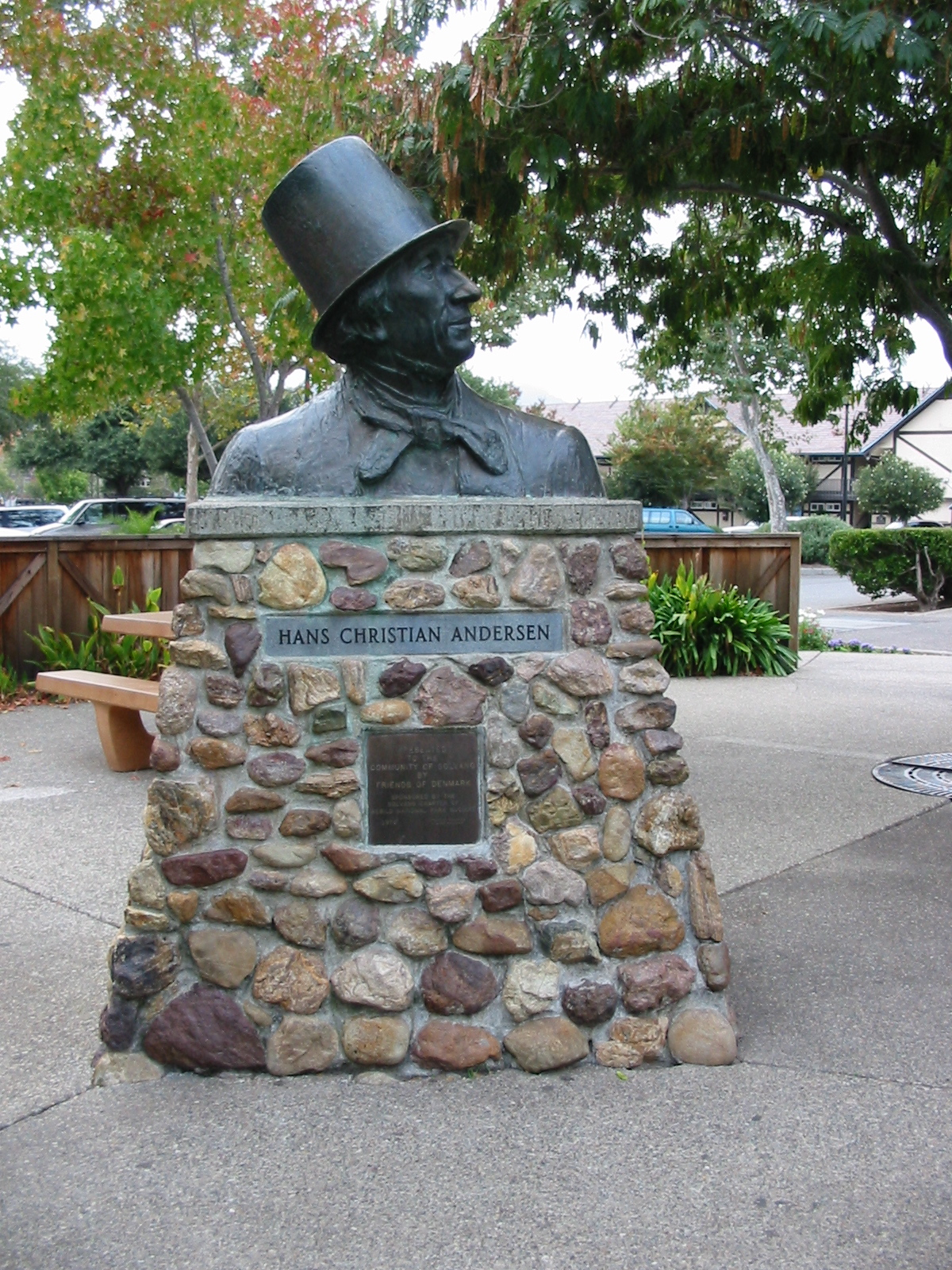
ハンス・クリスチャン・アンデルセン銅像
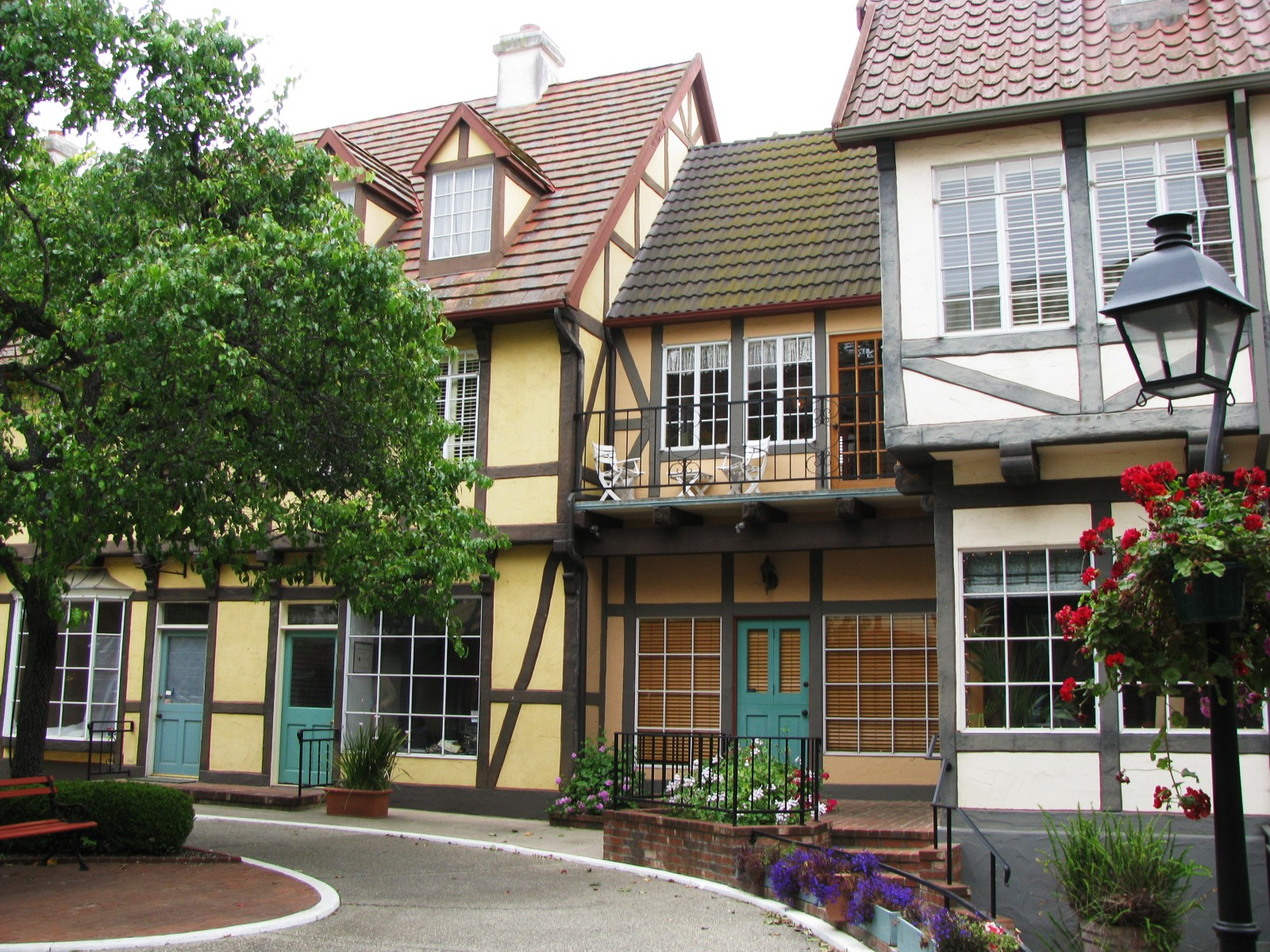
ピーターセン・ビレッジ・イン中庭のハーフティンバード家屋群
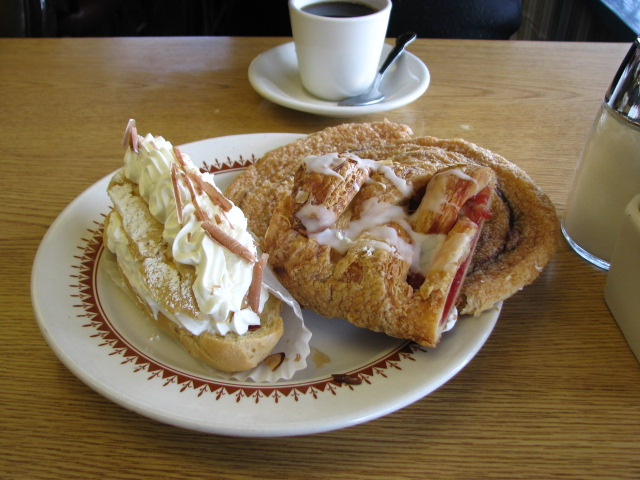
ソルバングのお菓子
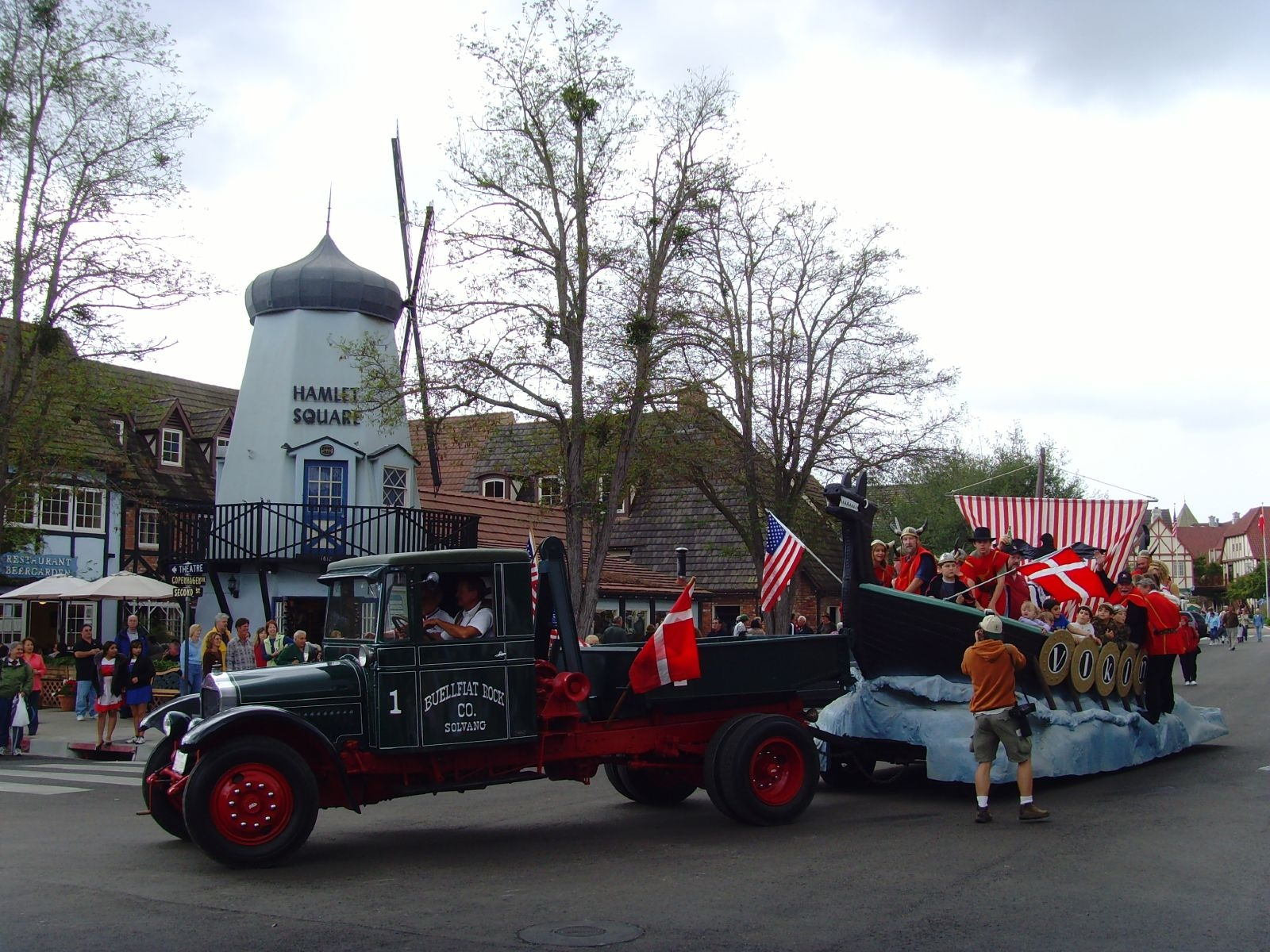
デンマークの日のバイキング山車
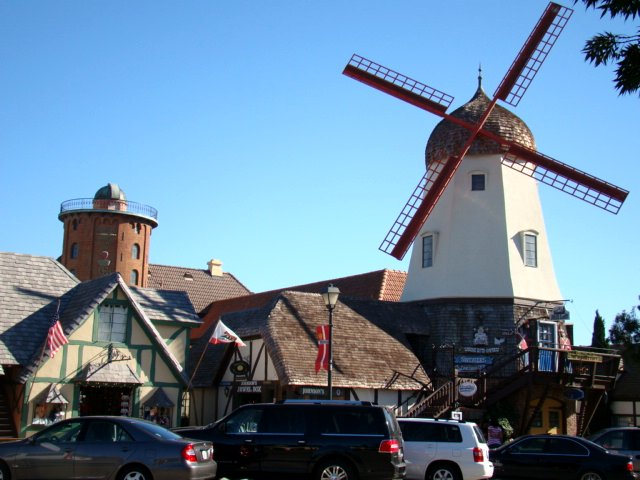
ラウンドタワーと隣接する風車
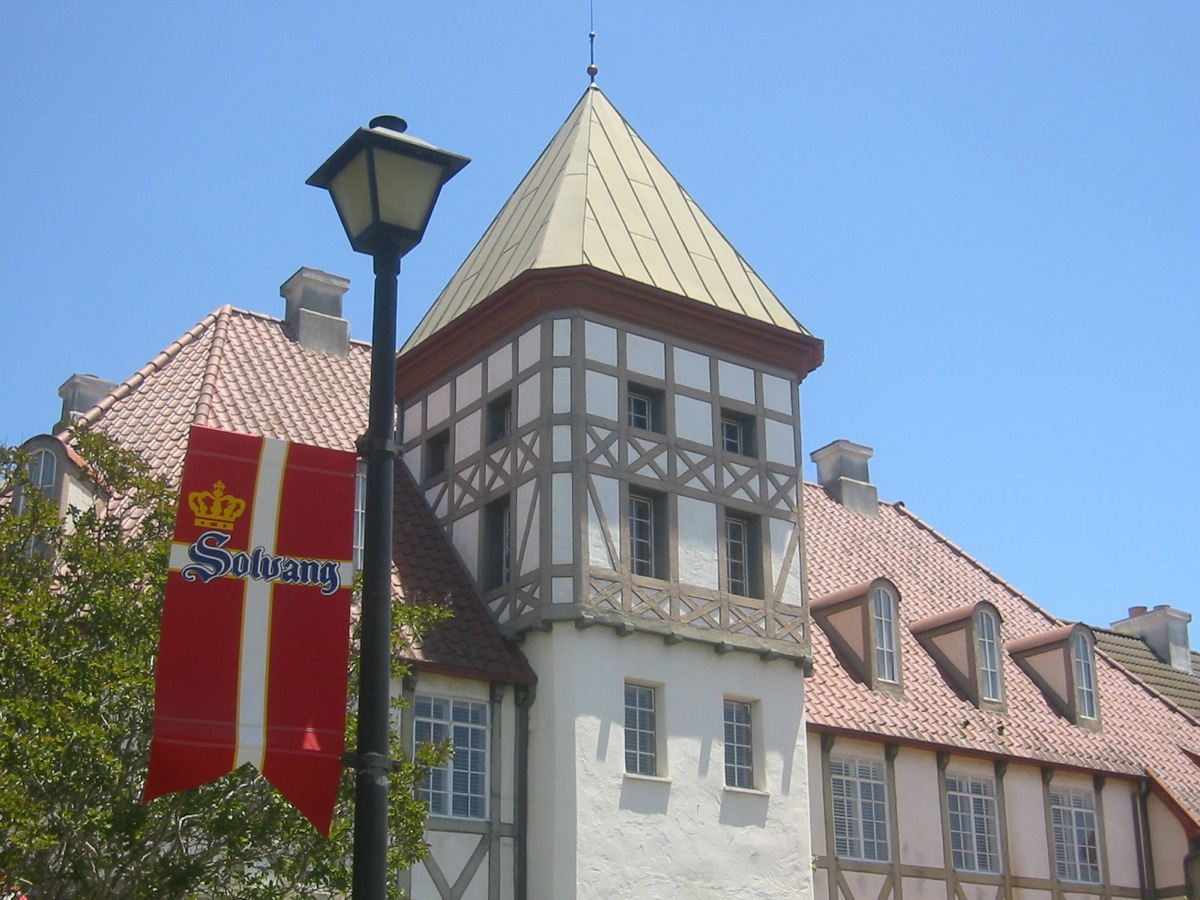
デンマーク建築、ピーターセン・ビレッジ・イン
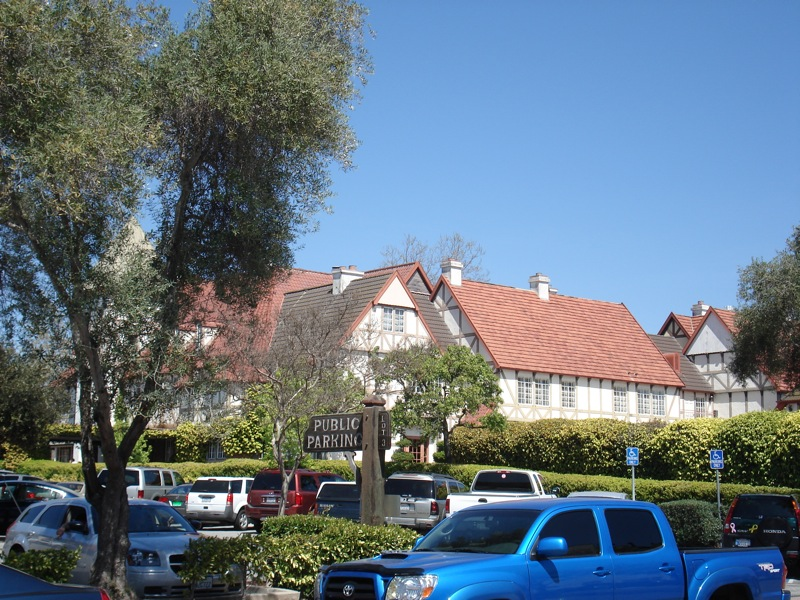
デンマーク風家屋
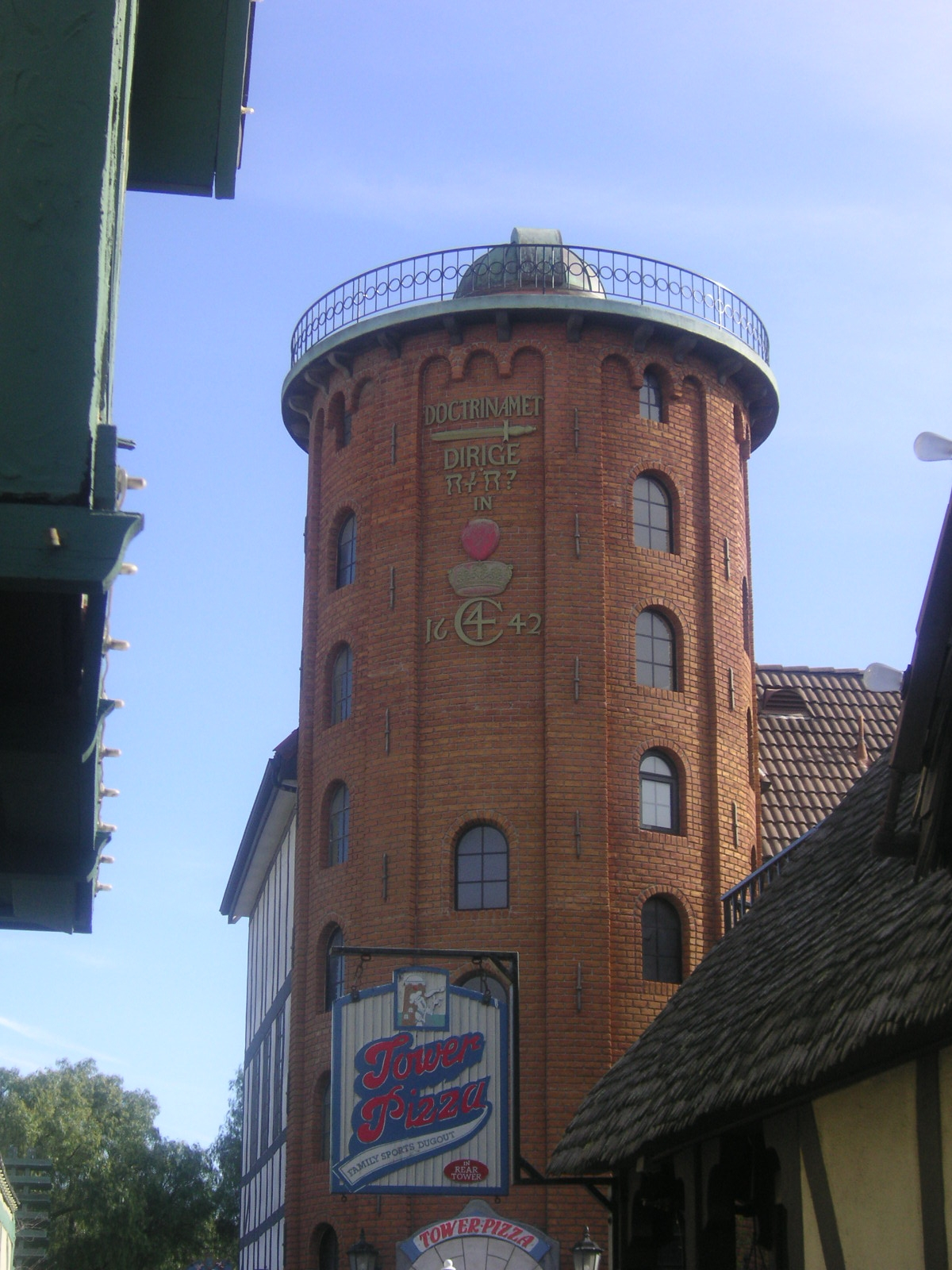
ラウンドタワー
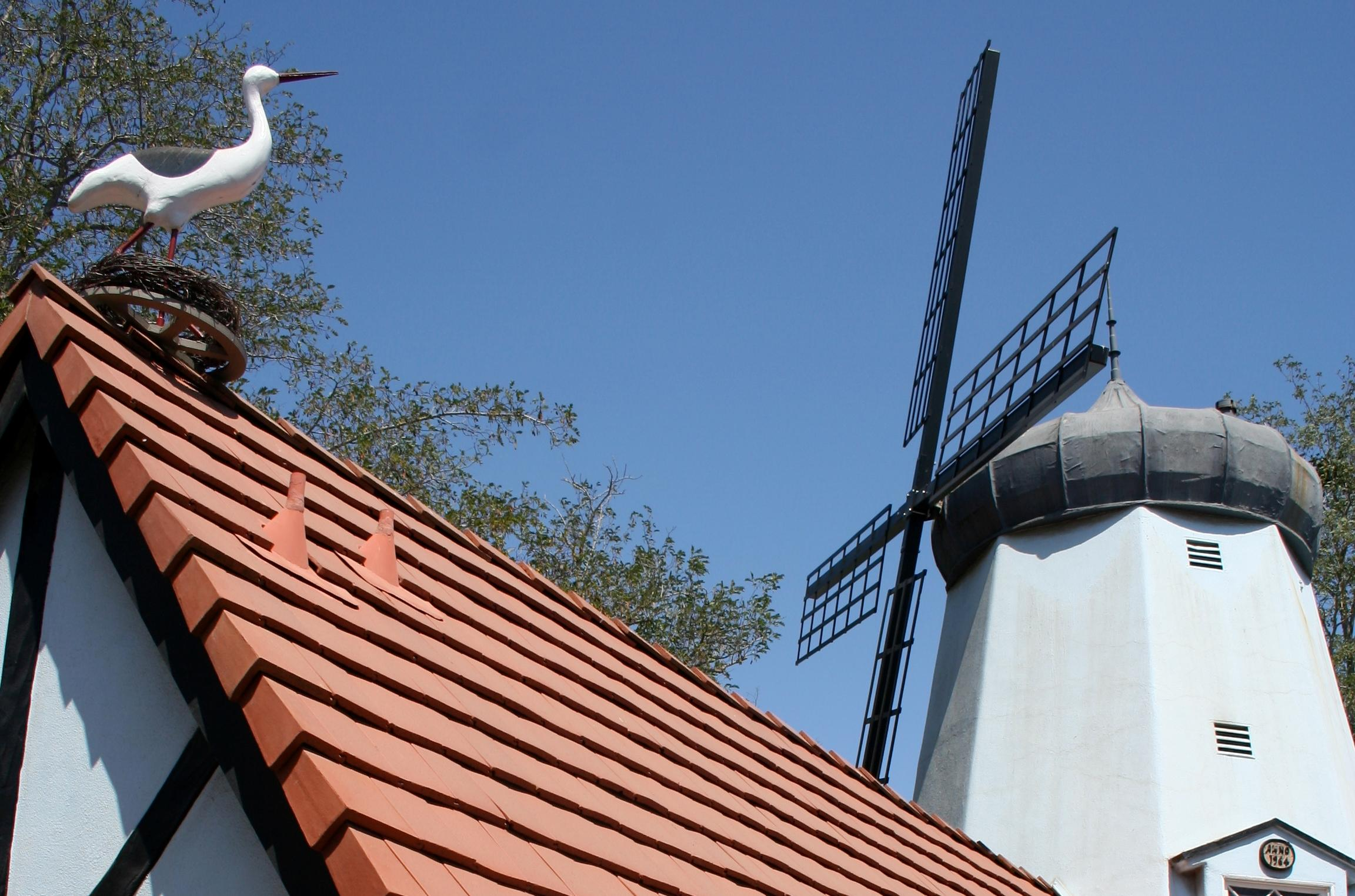
屋根の上のコウノトリと風車
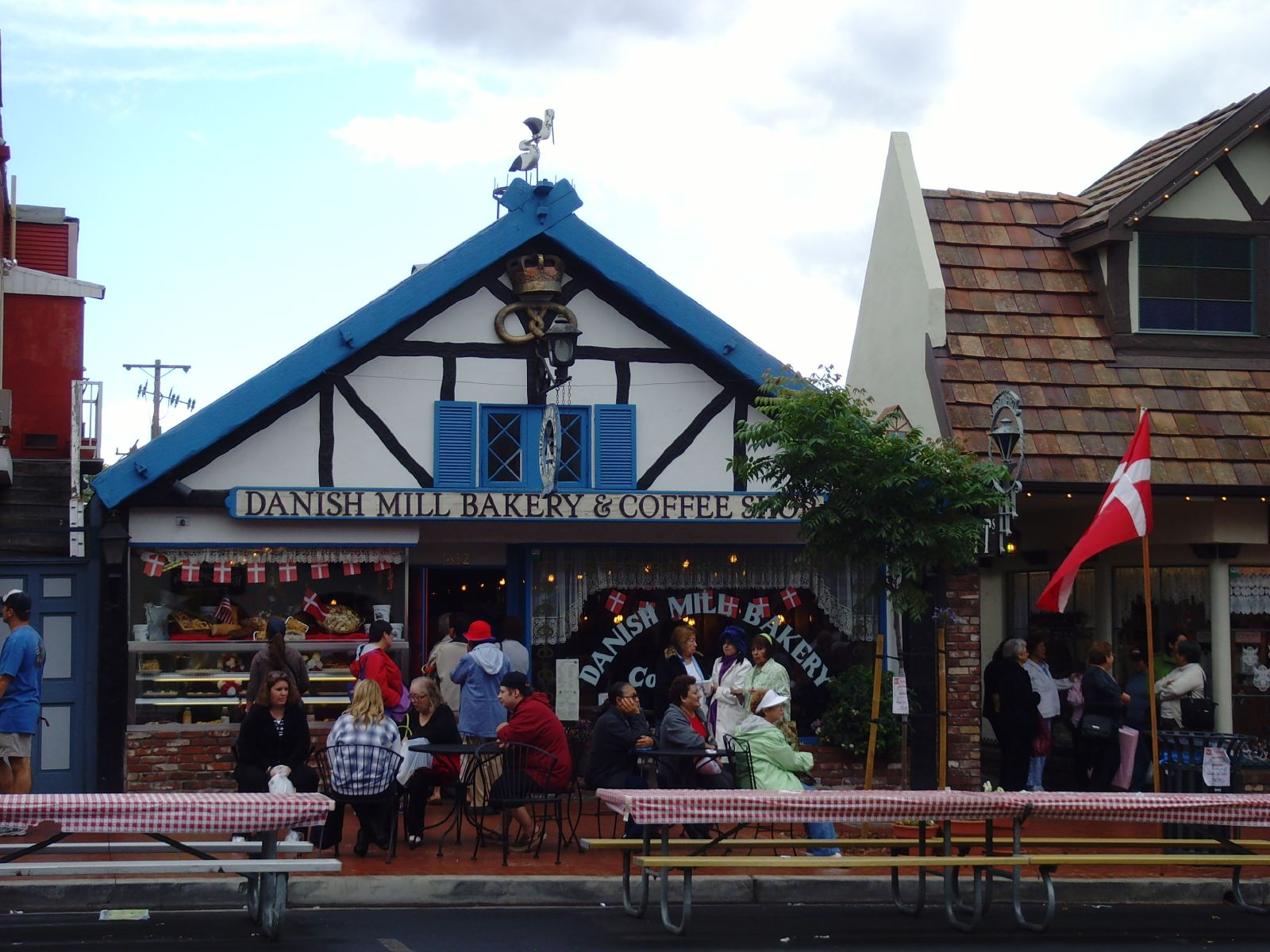
デンマーク風パン屋
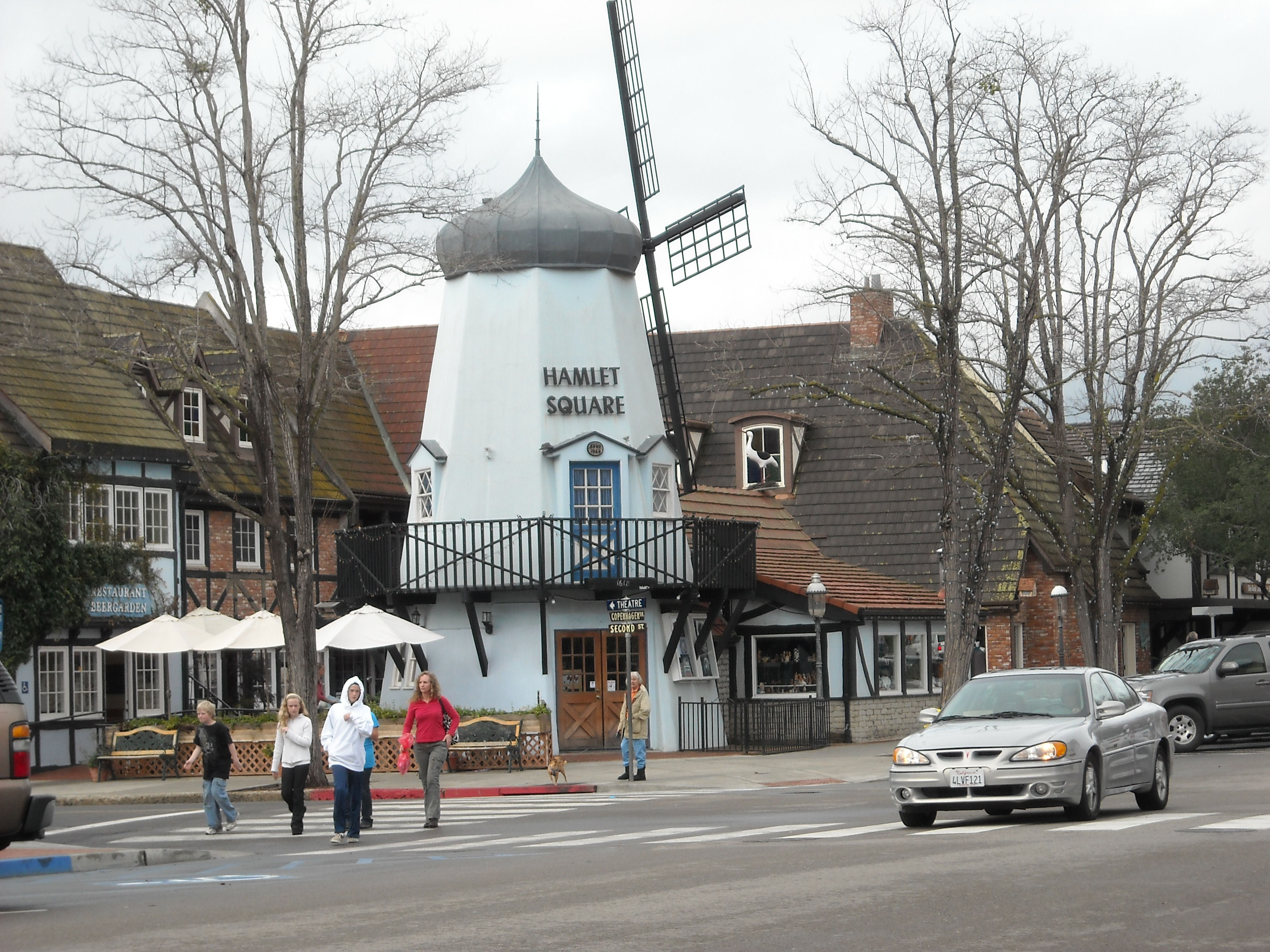
ハムレット広場の風車
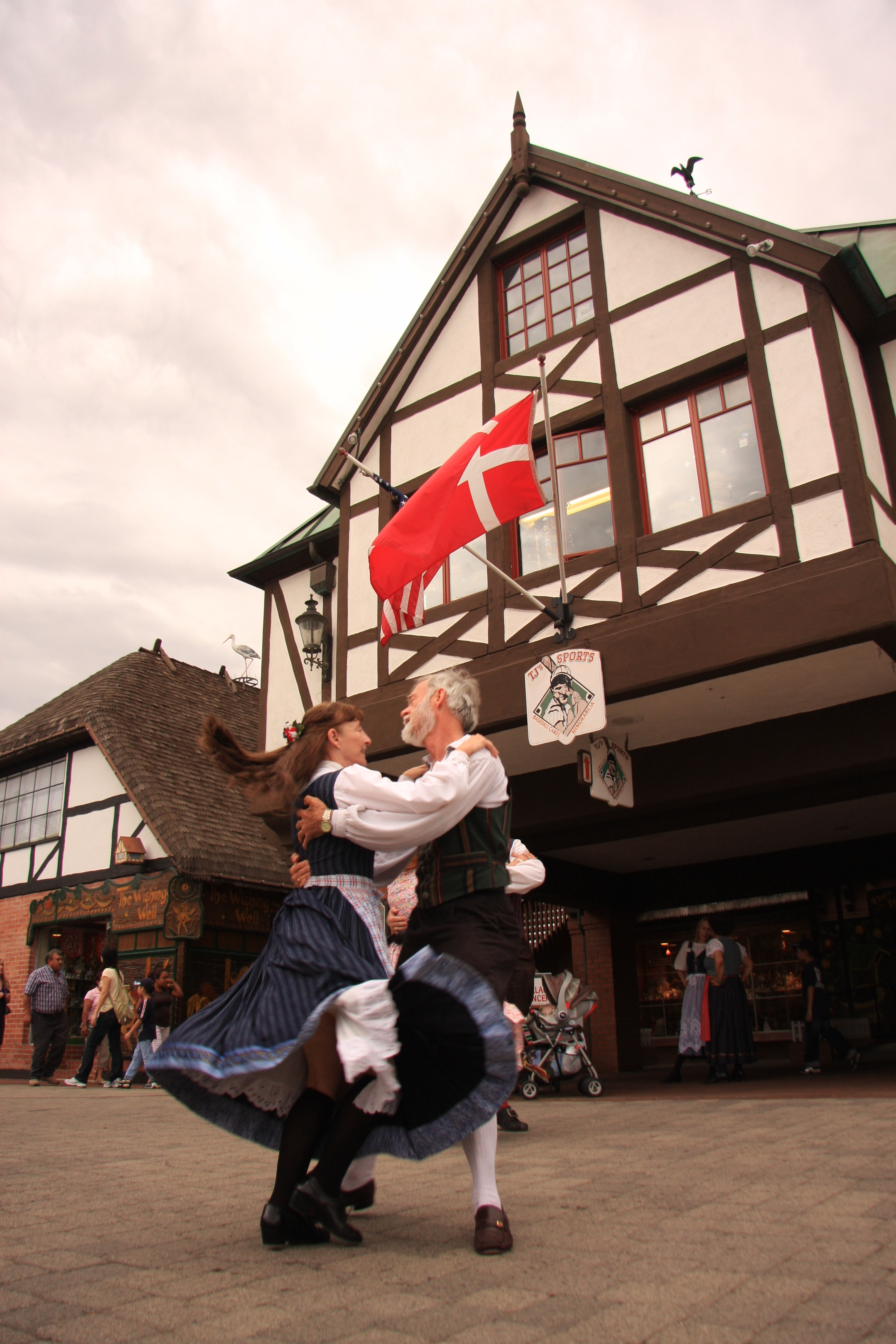
民族舞踊
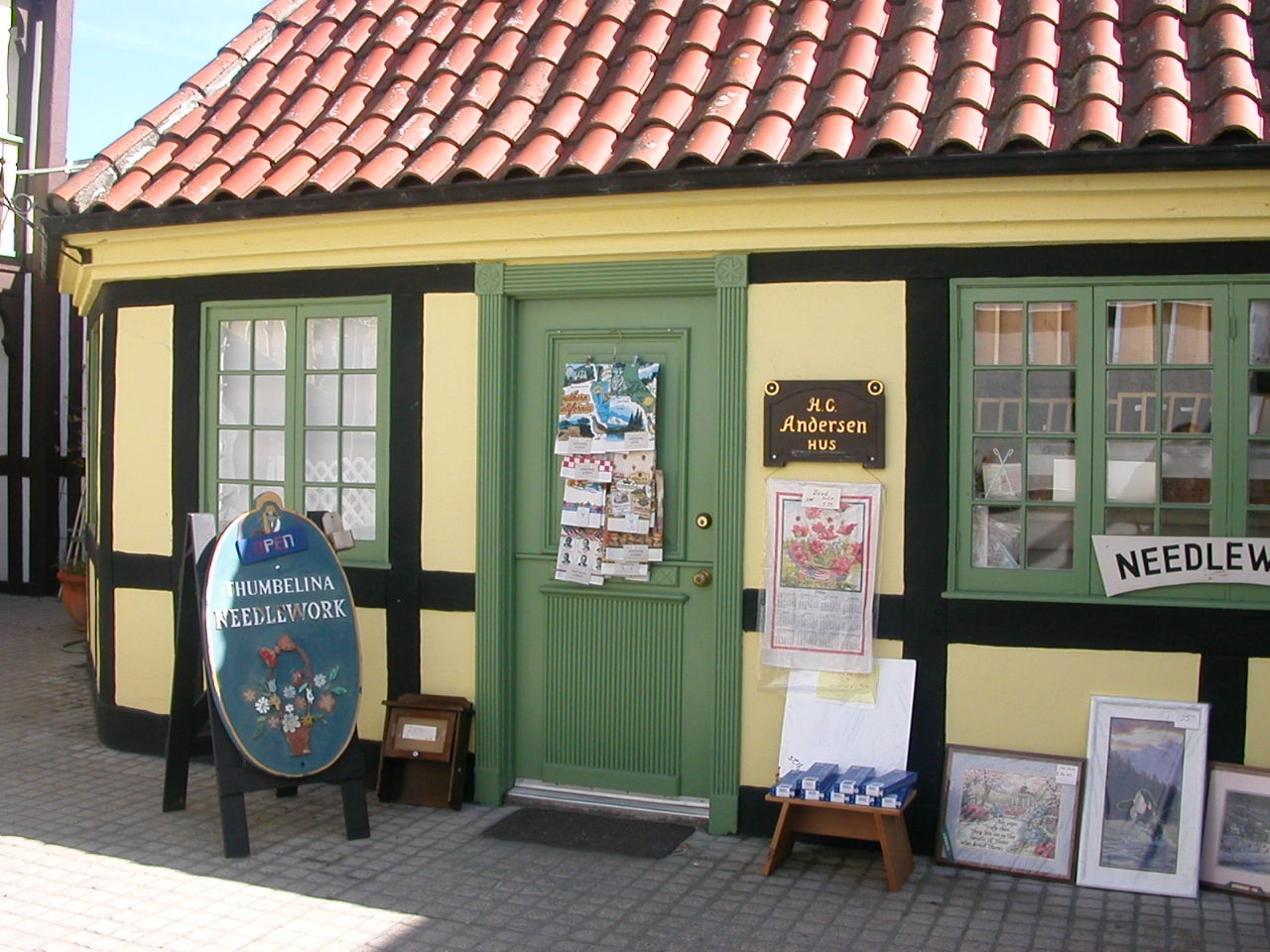
ハンス・クリスチャン・アンデルセン子供時代の家複製
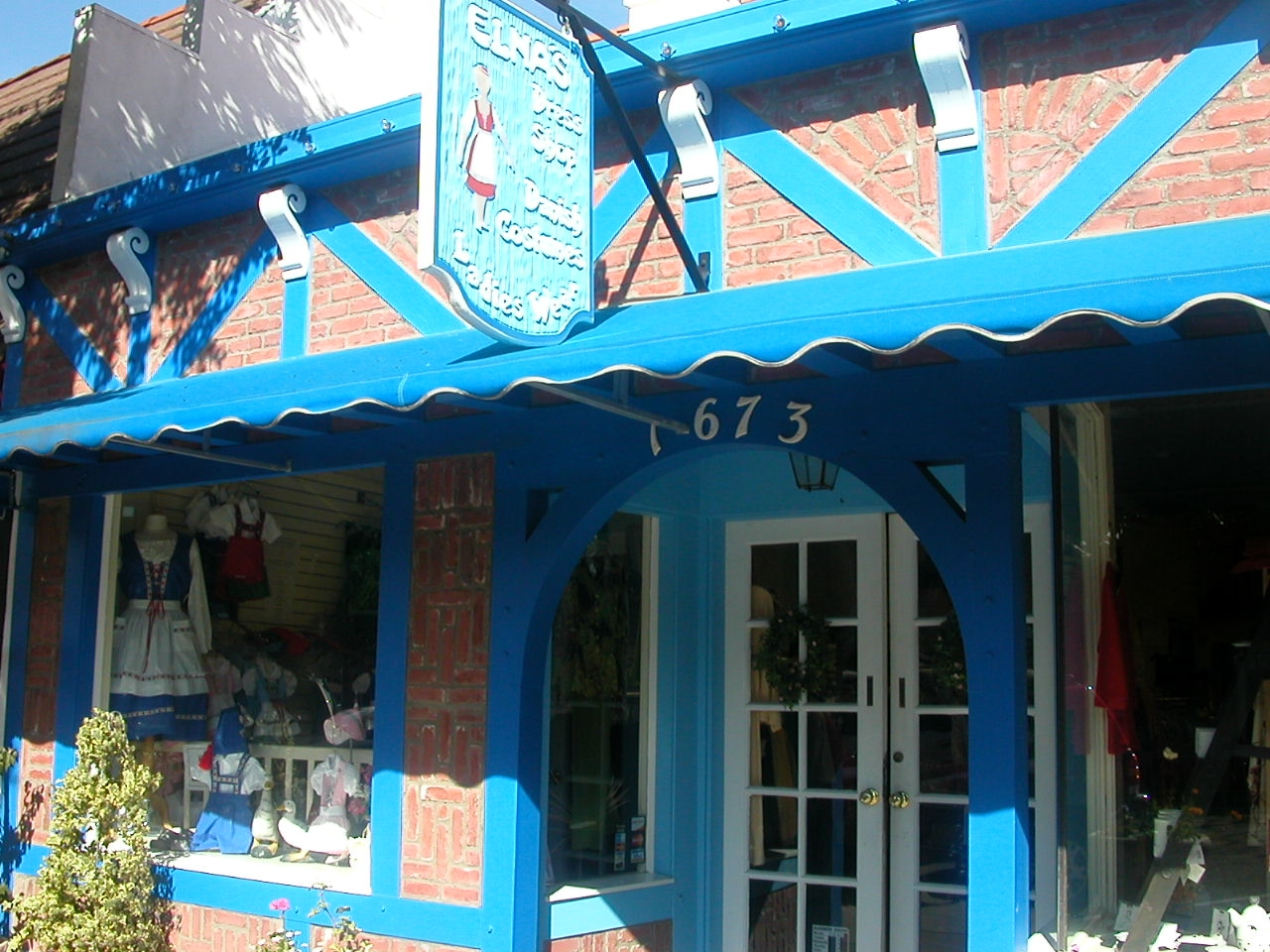
エルナの洋品店
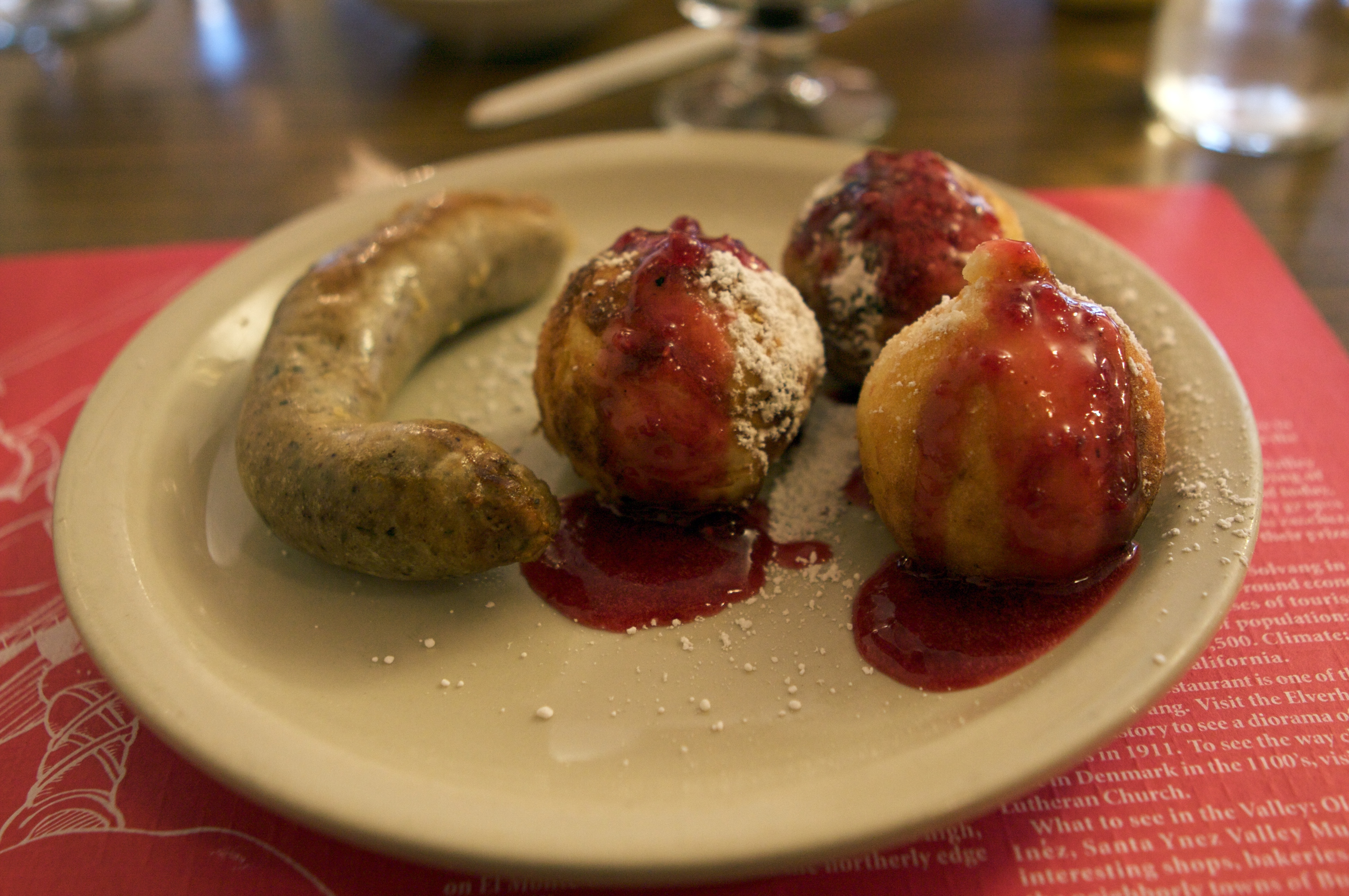
ソルバングの郷土料理、メディスタポルス とエイブルールスキューワ
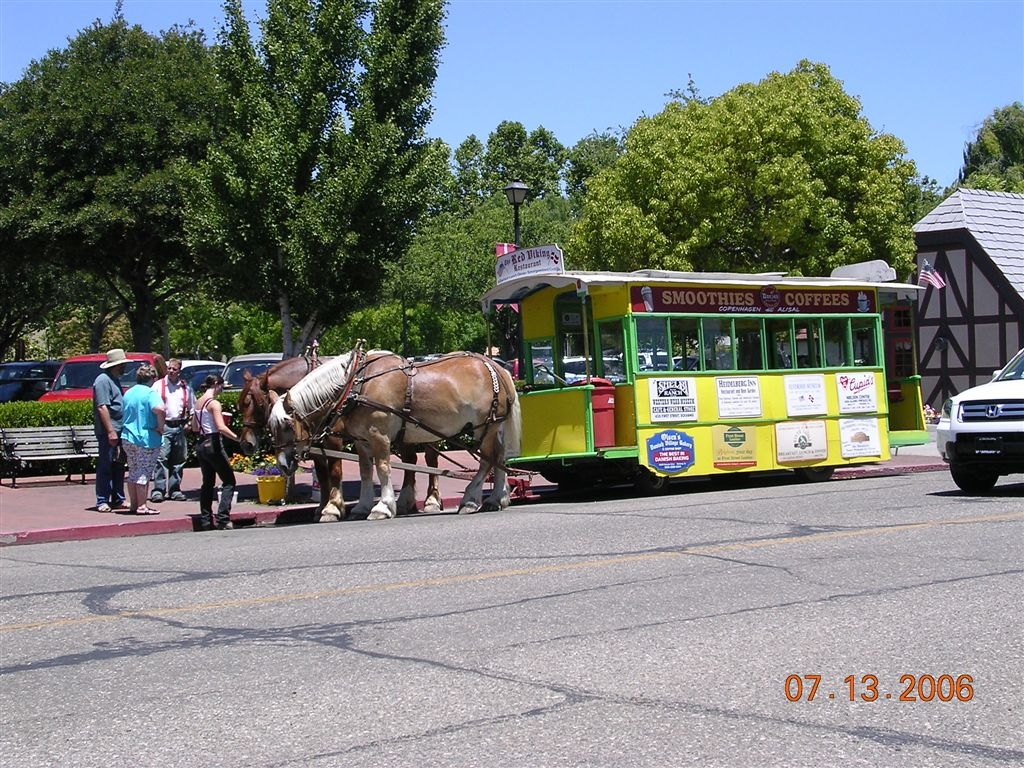
ヘネン、観光馬車